# Escalada en polea
La escalada en polea es un modo de escalada deportiva en el que la cuerda está previamente sujeta en la parte superior de la vía que se va a escalar, impidiendo que el escalador descienda en caso de caída. Este modo de progresión es muy utilizado en rocódromos, escuelas de escalada y vías de iniciación de un solo largo, en las que es posible acceder caminando a la parte superior de la vía. En vías de difícil acceso o sin la posibilidad de acceder a la parte superior,  son los escaladores más experimentados los que suben primero para pasar la cuerda directamente por el descuelgue  y asegurar desde ahí, con el fin de que los escaladores que están aprendiendo lo hagan con seguridad.  
La escalada en modo polea, es el equivalente a ir de segundo en una cordada, donde el seguro está en todo momento por encima del escalador, por lo que la probabilidad de caída es prácticamente nula. 

## Competición
Este modo de aseguramiento,  se emplea en las competiciones de escalada,  en la modalidad de velocidad, utilizando arneses integrales (de cuerpo entero)  en las que los participantes solo se preocupan de progresar lo más rápidamente posible a lo largo de una vía artificial formada por presas sintéticas.  

## Material necesario
Para escalar utilizando el método de polea, se emplean Cuerdas de escalada homologadas. Concretamente cuerdas dinámicas . Se trata de cuerdas formadas por un núcleo con miles de filamentos y una camisa protectora que modifican su longitud para absorber la energía de la caída.
En escalada deportiva, al contrario que en otras modalidades deportivas, no se utiliza la cuerda para subir por ella,  sino que se emplea solamente para minimizar las consecuencias negativas en caso de una caída. 
Para la escalada en polea, es necesario ir equipado con arnés que puede ser de cintura, o cuerpo entero, casco,  pero no son necesarias las cintas exprés, los empotradores o los friends, por lo que el peso con el que se progresa es significativamente menor, lo que además redunda en un menor número de movimientos necesarios, facilitando la escalada.

## Seguridad
El modo de escalada en polea,  es relativamente más seguro que el modo de escalada deportiva tradicional, en el que la cuerda se sujeta desde abajo,  y se va anclando a la pared según el escalador va progresando, de tal modo que la mayor de las caídas es el doble de la distancia entre seguros. Siempre que se escala, hay un peligro inherente a la actividad, que en sí es un Deporte de riesgo por lo que escalar en polea es solo una adecuación para facilitar la práctica deportiva. 
El modo de escalada en polea,  es el preferido por aquellos que se inician en este deporte.  Incluso, por deportistas expertos,  que utilizan este modo para practicar los movimientos, sobre vías que están por encima de su nivel, preparándose antes de encadenar la vía asegurando desde abajo.

## Dispositivos mecánicos de autoaseguramiento
La escalada en solitario no esta recomendada en ninguno de los casos,  ya que se trata de un Deporte de riesgo, por lo que se recomienda estar siempre acompañado. Sin embargo, el entrenamiento para la escalada,  ha dado lugar a entornos vigilados y controlados como los rocódromos artificiales de interior, en los que se puede entrenar sin la necesidad de un segundo para asegurar. Para ello,  se han creado  los Sistemas autoaseguradores.
Son dispositivos mecánicos de aseguramiento automático que están formados por un tambor, una cuerda enrollada, un mosquetón, y un mecanismo de freno. Firmemente anclados en la parte superior de las vías en modo polea, protegen de la caída recogiendo cuerda según el escalador progresa. En caso de abandono, el escalador se  suelta de la pared y se cuelga del dispositivo, el cual ,  sin necesidad de que intervenga otra persona, desciende al escalador,  a una velocidad de aproximadamente 1m/s que le permite llegar al suelo sin lesionarse.
Son mecanismos para funcionamiento en interior, que necesitan un mantenimiento, por lo tanto no se van a encontrar en rocódromos al aire libre ni en la montaña. Este sistema de autoaseguramiento evita los errores humanos, como despistes, cuerda excesivamente tensa o excesivamente holgada, que en ocasiones dan como resultado lesiones en caso de caída, a quien se está asegurando.  